# Y Gododdin
Y Gododdin ("I Gododdin") è un poema, contenuto nel Libro di Aneirin composto di elegie che celebrano gli uomini del regno britannico di Gododdin e i loro alleati che, attorno al 600, caddero nella battaglia di Catraeth contro gli angli di Deira e Bernicia. Alcuni studiosi pensano che il poema sia stato scritto nella Scozia meridionale subito dopo la battaglia, mentre per altri fu scritto nel IX o X secolo in Galles. Se effettivamente risalisse al IX secolo sarebbe uno dei più antichi poemi scritti in gallese e uno dei più vecchi della Scozia. Viene di solito attribuito al bardo Aneirin.
Gododdin era un regno sorto agli inizi del V secolo nella Britannia nord-orientale dopo l'abbandono dei Romani. Dalla capitale Din Eidyn (odierna Edimburgo) sarebbe stata condotta una spedizione nel territorio dei regni meridionali governati dagli Angli. A Catraeth, tradizionalmente identificata con la città di Catterick (Yorkshire settentrionale), la spedizione incontrò forze nemiche preponderanti e venne sconfitta in una epica battaglia in cui tutti gli uomini di Gododdin rimasero uccisi. Intorno al 638 il re di Northumbria, avrebbe quindi conquistato anche la capitale Din Eidyn, mettendo fine all'indipendenza del Gododdin.
Il poema è tradizionalmente attribuito al poeta del VII secolo Aneirin e fu scritto in cumbrico, un dialetto del gallese antico (da cui deriva il gallese odierno). Il più antico manoscritto che conservi il testo è tuttavia datato solo al XIII secolo (il Libro di Aneirin). Alcune delle poesie incluse nel manoscritto sono da ritenersi interpolazioni successive ma la maggior parte di esso potrebbe essere originaria del periodo in cui viene ambientata ed essere forse stata inizialmente trasmessa solo oralmente per alcuni secoli, prima di essere trascritta.
Il poema è considerato il più antico esempio di letteratura gallese, sebbene tratti di vicende e personaggi ambientati piuttosto nella Scozia.
Narra di come il re di Gododdin, Mynyddog Mwynfawr (non citato tuttavia in altre fonti), avesse raccolto i guerrieri di diversi regni britannici, ospitandoli riccamente per un intero anno nelle sale di Din Eidyn prima di lanciare un attacco contro i propri nemici, superiori per numero. Le elegie raccolte seguono tuttavia due diverse versioni quanto al numero dei guerrieri di Gododdin: nella prima, ci sarebbero stati 300 guerrieri, solo uno dei quali sarebbe sopravvissuto, mentre nella seconda i partecipanti sarebbero stati 363 e solo tre, tra cui l'autore stesso, sarebbero sopravvissuti.
Alcuni versi si riferiscono all'intera armata, mentre altri celebrano singoli eroi. Molte strofe si aprono con frasi ricorrenti (per esempio, «Gwyr a aeth gatraeth gan wawr», ovvero «gli uomini andarono a Catraeth nell'oscurità»). Uno dei poemi contiene inoltre quella che sembra la più antica citazione del re Artù, a cui uno dei guerrieri viene paragonato.
Il manoscritto del Libro di Aneirin contiene anche altri poemi che non sono in relazione con la battaglia di Catraeth, compresa una poesia per un bambino, di nome "Dinogad", che narra come il padre «vada a caccia e a pesca».